# Rissoles de Coucy
Les rissoles de Coucy ou rissoles laonnoises (rissoles ed Couchi en picard) sont une charcuterie pâtissière constituant une entrée, spécialité régionale de Picardie.

## Caractéristiques
Il s'agit typiquement d'un chausson de pâte feuilletée garni d'un hachis de viandes de porc et de veau, assaisonné d'ail, d'oignons ainsi que d'herbes aromatiques.
En Laonnois existe une variante garnie d'un hachis de poissons d'eau douce.
Les rissoles de Coucy sont généralement accompagnées d'une salade et peuvent aussi constituer un plat principal, si on les accompagne de fromage.

## Histoire
On attribue traditionnellement l'origine des rissoles à Enguerrand III, qui, lors de la construction du château de Coucy au XIIIe siècle, voulut que fût trouvé un plat et consistant et nourrissant qui donnât de la force aux ouvriers du chantier de son imposant château sans qu'il ne fût long à préparer ni ne donnât l'occasion à de longues ripailles, ce qu'en somme nous appellerions aujourd'hui un casse-croûte ou un snack. La solution trouvée fut d'allier du pain à de la viande et à des épices.